# گلوگوویتسا (زایچار)
گلوگوویتسا (به صربی: Glogovica) یک روستا در صربستان است که در زایچار واقع شده‌است. گلوگوویتسا ۴۸۴ نفر جمعیت دارد.